# Happy Holidays
Happy Holidays es un álbum de estudio del cantante británico Billy Idol. Incluye canciones de música navideña tradicional y algunas producciones nuevas. Se grabaron vídeoclips para las canciones "Jingle Bell Rock", "Happy Holiday", "White Christmas" y "Winter Wonderland".

## Lista de canciones
1. "Frosty The Snowman" – 2:28 (Walter Rollins, Steve Nelson)
2. "Silver Bells" – 2:43 (Jay Livingston, Ray Evans)
3. "Happy Holiday" – 2:04
4. "Merry Christmas Baby" – 4:09 (Johnny Moore; Lou Baxter)
5. "White Christmas" – 2:34 (Irving Berlin)
6. "Here Comes Santa Claus" – 2:02 (Gene Autry, Oakley Haldeman)
7. "God Rest Ye, Merry Gentlemen" – 2:58 (Traditional)
8. "Santa Claus Is Back In Town" – 3:22 (Jerry Leiber, Mike Stoller)
9. "Let It Snow" – 2:29 (Sammy Cahn, Jule Styne)
10. "Winter Wonderland" – 2:21 (Felix Bernard, Richard B. Smith)
11. "Run Rudolph Run" – 3:03 (Johnny Marks, Marvin Brodie)
12. "Blue Christmas" – 2:28 (Bill Hayes; Jay Johnson)
13. "Jingle Bell Rock" – 2:04 (Jim Boothe; Joe Beal)
14. "Christmas Love" – 4:01
15. "O Christmas Tree" – 4:33 (Melchior Franck)
16. "Silent Night" – 2:19 (Franz Gruber, Joseph Mohr)
17. "Auld Lang Syne" – 1:21 (Robert Burns)[1]

## Créditos
- Billy Idol – voz
- Brian Tichy – guitarra, bajo, batería
- Derek Sherinian – teclados